# Kevin Reyes
Kevin Steven Reyes Ortiz (La Libertad, El Salvador; 28 de agosto de 1999) es un futbolista salvadoreño. Su posición es lateral izquierdo y su actual club es el Asociación Deportiva Isidro Metapán de la Liga Mayor de Fútbol de El Salvador.

## Clubes
Actualizado al último partido jugado el 11 de mayo de 2025.
| Santa Tecla Fútbol Club · El Salvador             | 1.ª                 | 2016                | 4   | 0  | - | - | -  | - | 4   | 0  |
| Santa Tecla Fútbol Club · El Salvador             | 1.ª                 | 2016-17             | 25  | 0  | - | - | -  | - | 25  | 0  |
| Santa Tecla Fútbol Club · El Salvador             | 1.ª                 | 2017-18             | 44  | 9  | - | - | -  | - | 44  | 9  |
| Santa Tecla Fútbol Club · El Salvador             | 1.ª                 | 2018                | 18  | 0  | - | - | 1  | 0 | 19  | 0  |
| Santa Tecla Fútbol Club · El Salvador             | Total               | Total               | 91  | 9  | 0 | 0 | 1  | 0 | 92  | 9  |
| Club Deportivo Águila · El Salvador               | 1.ª                 | 2019                | 14  | 2  | - | - | -  | - | 14  | 2  |
| Club Deportivo Águila · El Salvador               | Total               | Total               | 14  | 2  | 0 | 0 | 0  | 0 | 14  | 2  |
| Santa Tecla Fútbol Club · El Salvador             | 1.ª                 | 2019-20             | 32  | 2  | - | - | 3  | 0 | 35  | 2  |
| Santa Tecla Fútbol Club · El Salvador             | 1.ª                 | 2020                | 15  | 1  | - | - | -  | - | 15  | 1  |
| Santa Tecla Fútbol Club · El Salvador             | Total               | Total               | 47  | 3  | 0 | 0 | 3  | 0 | 50  | 3  |
| Club Deportivo FAS · El Salvador                  | 1.ª                 | 2021                | 19  | 5  | - | - | -  | - | 19  | 5  |
| Club Deportivo FAS · El Salvador                  | 1.ª                 | 2021-22             | 31  | 4  | - | - | 2  | 1 | 33  | 5  |
| Club Deportivo FAS · El Salvador                  | 1.ª                 | 2022                | 1   | 0  | - | - | -  | - | 1   | 0  |
| Club Deportivo FAS · El Salvador                  | Total               | Total               | 51  | 9  | 0 | 0 | 2  | 1 | 53  | 10 |
| Alashkert Football Club Armenia                   | 1.ª                 | 2022                | 9   | 3  | 2 | 1 | -  | - | 11  | 4  |
| Alashkert Football Club Armenia                   | Total               | Total               | 9   | 3  | 2 | 1 | 0  | 0 | 11  | 4  |
| Club Deportivo FAS · El Salvador                  | 1.ª                 | 2023                | 19  | 3  | - | - | -  | - | 19  | 3  |
| Club Deportivo FAS · El Salvador                  | 1.ª                 | 2023                | 24  | 7  | - | - | 4  | 0 | 28  | 7  |
| Club Deportivo FAS · El Salvador                  | Total               | Total               | 43  | 10 | 0 | 0 | 4  | 0 | 47  | 10 |
| Club Deportivo Águila · El Salvador               | 1.ª                 | 2024                | 24  | 3  | - | - | -  | - | 24  | 3  |
| Club Deportivo Águila · El Salvador               | 1.ª                 | 2024                | 18  | 1  | - | - | 8  | 0 | 26  | 1  |
| Club Deportivo Águila · El Salvador               | Total               | Total               | 42  | 4  | 0 | 0 | 8  | 0 | 50  | 4  |
| Asociación Deportiva Isidro Metapán · El Salvador | 1.ª                 | 2025                | 20  | 0  | - | - | -  | - | 20  | 0  |
| Asociación Deportiva Isidro Metapán · El Salvador | 1.ª                 | 2025-26             |     |    |   |   |    |   |     |    |
| Asociación Deportiva Isidro Metapán · El Salvador | Total               | Total               | 20  | 0  | 0 | 0 | 0  | 0 | 20  | 0  |
| Total en su carrera                               | Total en su carrera | Total en su carrera | 317 | 40 | 2 | 1 | 18 | 1 | 337 | 42 |
| (2) No incluye goles en partidos amistosos.       |                     |                     |     |    |   |   |    |   |     |    |

Reservas
| Club                    | País        | Año         |
| ----------------------- | ----------- | ----------- |
| Santa Tecla Fútbol Club | El Salvador | 2014 - 2015 |

### Selección nacional
| Selección                                      | Año                 | Partidos | Goles |
| ---------------------------------------------- | ------------------- | -------- | ----- |
| El Salvador Sub-20                             |                     |          |       |
| 2017                                           | 5                   | 0        |       |
| El Salvador Sub-23                             |                     |          |       |
| 2019                                           | 1                   | 0        |       |
| Total en su carrera                            | Total en su carrera | 6        | 0     |
| El Salvador                                    |                     |          |       |
| 2021                                           | 4                   | 0        |       |
| 2022                                           | 7                   | 0        |       |
| 2023                                           | 8                   | 0        |       |
| 2024                                           | 1                   | 0        |       |
| Total en su carrera                            | Total en su carrera | 20       | 0     |
| Estadísticas hasta el 9 de septiembre de 2024. |                     |          |       |

## Palmarés
| Título           | Club        | País        | Torneo        |
| ---------------- | ----------- | ----------- | ------------- |
| Primera División | Santa Tecla | El Salvador | Apertura 2016 |
| Primera División | Santa Tecla | El Salvador | Clausura 2017 |
| Copa El Salvador | Santa Tecla | El Salvador | 2016-17       |
| Primera División | Santa Tecla | El Salvador | Apertura 2018 |
| Primera División | Águila      | El Salvador | Clausura 2019 |
| Primera División | FAS         | El Salvador | Clausura 2021 |